# Wilhelm Pfähler
Wilhelm Pfähler (* 4. Oktober 1947 in Unterjettingen) ist ein deutscher Volkswirt und vormals Professor für Volkswirtschaftslehre (VWL) an der Universität Hamburg. Er war Inhaber des Lehrstuhls für Wirtschaftspolitik und Industrieökonomik am Fachbereich Wirtschaftswissenschaften der Universität Hamburg.

## Leben
Wilhelm Pfähler promovierte 1976 an der Georg-August-Universität Göttingen. Als Thema seiner Dissertation wählte er Normative Theorie der fiskalischen Besteuerung. Ein methodologischer und theoretischer Beitrag zur Integration der normativen Besteuerungstheorie in die Wohlfahrtstheorie.
Er lehrte und forschte an den Universitäten Göttingen, Heidelberg, WHU in Koblenz/Vallendar und als Visiting Professor an den Universitäten Kiel, Heidelberg und der Georgetown University, Washington, D.C. in den Vereinigten Staaten von Amerika. Von 1987 bis 1991 war Wilhelm Pfähler Dekan und Vizedekan der WHU – Otto Beisheim School of Management in Koblenz/Vallendar.
Seit 1992 war Wilhelm Pfähler Inhaber des Lehrstuhls für Wirtschaftspolitik und Industrieökonomik am Fachbereich Wirtschaftswissenschaften der Universität Hamburg.
Er ist seit dem 1. Mai 2010 im Ruhestand.
Wilhelm Pfähler ist einer von 172 Wirtschaftsprofessoren, die im Juli 2012 den Offenen Brief der Ökonomen zur Eurokrise unterzeichnet haben.

## Forschungsschwerpunkte
Wilhelm Pfählers Forschungsschwerpunkte waren im Bereich der Wirtschaftspolitik die Allgemeine Wirtschaftspolitik, Regional- und Umweltpolitik, Wissenschafts- und Innovationspolitik, Bildung und Forschung als Wirtschafts- und Standortfaktor sowie Public Utilities, Deregulierung und Wettbewerb. Im Bereich Industrieökonomik erforschte er die Unternehmenspolitik und Unternehmensfinanzierung sowie Unternehmensstrategien im Wettbewerb.

## Schriften (Auswahl)
- Normative Theorie der fiskalischen Besteuerung. Ein methodologischer und theoretischer Beitrag zur Integration der normativen Besteuerungstheorie in die Wohlfahrtstheorie, Lang Verlag, Frankfurt am Main / Bern / Las Vegas, 1978, ISBN 3-261-02602-2 (zugleich Universität Göttingen, Wirtschafts- und Sozialwissenschaftliche Fakultät, Dissertation, 1976)
- Wilhelm Pfähler / Alf Erko Lublinski: Luftfahrt-Cluster Hamburg, Norddeutschland. Bestandsaufnahme, Perspektiven und Vision für die Zulieferindustrie, Lang Verlag, Frankfurt am Main / Berlin, 2003, ISBN 3-631-50876-X
- Wilhelm Pfähler / Harald Wiese: Unternehmensstrategien im Wettbewerb. Eine spieltheoretische Analyse, Springer Verlag, 3. Auflage, Berlin / Heidelberg, 2008, ISBN 978-3-540-85522-4